# چزناتیکو
چزناتیکو (به ایتالیایی: Cesenatico) یک کومونه در ایتالیا است که در استان فورلی-چزنا واقع شده‌است.

## خصوصیات
چزناتیکو ۴۵ کیلومترمربع مساحت و ۲۴٬۱۰۴ نفر جمعیت دارد و ۳ متر بالاتر از سطح دریا واقع شده‌است.

## خواهرخوانده
شهرهای سیر، اوبناس، Delfzijl، شوارتینبک و زولزت خواهرخوانده‌های چزناتیکو هستند.